# Muñogrande
Muñogrande – gmina w Hiszpanii, w prowincji Ávila, w Kastylii i León, o powierzchni 16,16 km². W 2011 roku gmina liczyła 81 mieszkańców.